# Vaccinatieweigering

Aandeel dat het ermee eens is dat vaccins belangrijk zijn voor kinderen om te krijgen (2018)

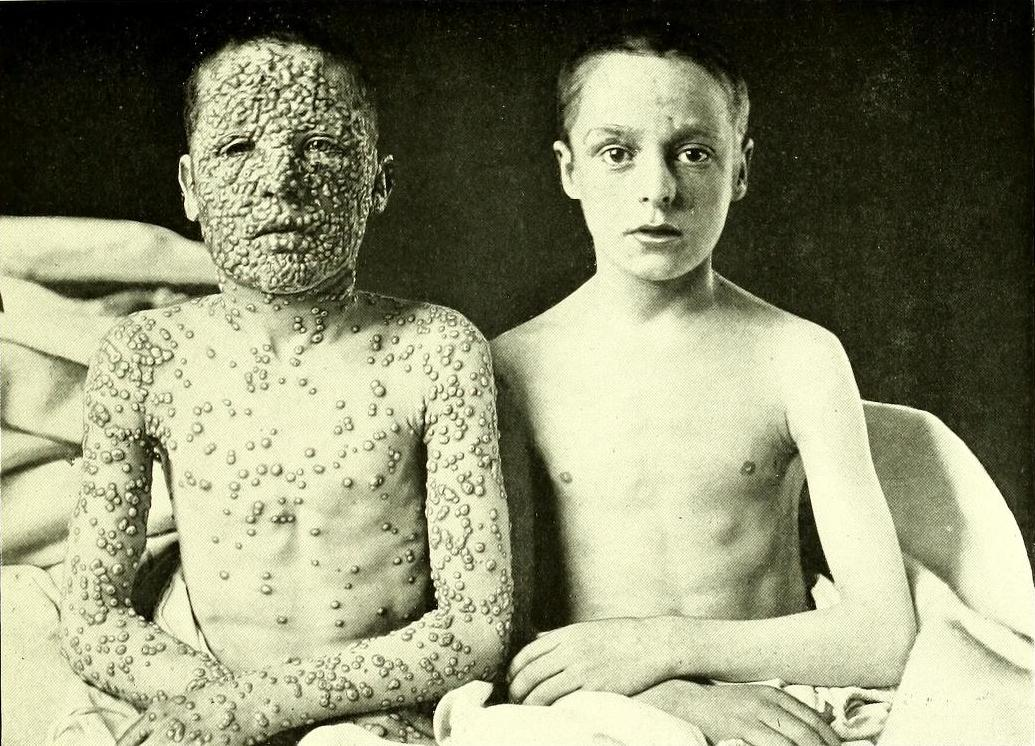
Gevaccineerde en niet-gevaccineerde jongen met pokken (Allan Warner, ca. 1901). De ouders van de jongen links hadden vaccinatie geweigerd onder invloed van een politicus.

Vaccinatieweigering, vaccinatieonthouding of vaccinatieskepsis is het uitstellen van  vaccinaties of het weigeren gebruik te maken van vaccins, ondanks de beschikbaarheid van een vaccinatieprogramma. Het begrip omvat zowel volledige onthouding van vaccinatie als het uitstellen van vaccinaties, het accepteren van vaccins maar er sceptisch over blijven, en het accepteren van sommige maar niet van alle beschikbare vaccins. Vaccinatieskepsis is complex, context-specifiek, varieert in tijd en plaats, en is niet voor alle vaccins gelijk.

## Vaccinatiebezwaren in Nederland
In Nederland bestaan principiële bezwaren tegen vaccinatie voornamelijk bij drie groepen in de bevolking: antroposofen, bevindelijk gereformeerden en kritische prikkers.

### Antroposofen
Antroposofen zijn van mening dat gezonde voeding voldoende bescherming geeft tegen kinderziektes zoals de mazelen en dat de kinderziekten positieve effecten hebben op de lichamelijke en mentale ontwikkeling van een kind. Volgens het RIVM bevindt de grootste groep gewetensbezwaarden in Nederland zich in antroposofische kringen.

### Bevindelijk gereformeerden
Door bevindelijk gereformeerden wordt vaccineren beschouwd als verzet tegen Gods voorzienigheid: God bepaalt of de mens ziek wordt en of die daarvan herstelt, en Hij heeft daar Zijn bedoeling mee. Dit idee is geenszins nieuw. Maria Aletta Hulshoff publiceerde al in 1827 een pamflet met de titel De koepok-inenting beschouwd, en tien bedenkingen overwogen: voor minkundigen waarin ze tien tegenwerpingen tegen vaccinaties bestreed, waaronder in punten 9 en 10 het idee van de Goddelijke Voorzienigheid. Het percentage bevindelijk gereformeerden dat bezwaar maakt tegen vaccinatie neemt af. Men vindt de bezwaarden vooral onder leden van de (Oud) Gereformeerde Gemeenten in Nederland, twee kleinere kerkverbanden. De vaccinatiegraad varieert van ruim 85% (Christelijk Gereformeerde Kerken, Bewaar en het Pand en de Gereformeerde Bond), 50-75 % in de Gereformeerde Gemeenten en de Hersteld Hervormde Kerk en minder dan 25% in de eerder genoemde kleinere kerkverbanden.
Belangrijk verschil met kritische prikkers is, dat bij kritische prikkers voornamelijk een individuele afweging voor wel of niet vaccineren de keuze bepaalt.
Het niet vaccineren bij de twee kleinere kerkverbanden wordt vanuit de kerk opgelegd, waarbij voor persoonlijke keuze geen ruimte wordt gegeven. Deze dwang tot niet vaccineren is het tegenovergestelde van een vaccinatiedwang. 

### Kritische prikkers
Sommige tegenstanders van vaccinatie stellen dat er verband bestaat tussen vaccinatie en ziekten als autisme, multipele sclerose, diabetes mellitus en astma. Hoewel hier veel onderzoek naar gedaan is, is een relatie tussen vaccinatie en zulke ziekten nooit aangetoond. In principe krijgt een kleine groep kinderen complicaties bij een kinderziekte. Dit kan zijn omdat zij een slechte gezondheid hebben en op het moment van ziek worden minder weerbaar zijn, maar vaak wordt het toegeschreven aan toeval of pech.
De Nederlandse Vereniging Kritisch Prikken trekt het nut en de veiligheid van vaccinaties – in het kader van vaccinatieprogramma – herhaaldelijk in twijfel op basis van (met name) argumenten die niet wetenschappelijk zijn onderbouwd. De stichting prijst op haar website bijvoorbeeld vaak natuurgeneeskundige medicijnen als alternatief voor vaccinaties aan, echter zonder wetenschappelijk bewijs. Veel anti-vaxxers zijn ook tegen inenten op basis van hun ideeën over zelfbeschikking, ze willen niet worden beknot in hun vrijheid. In de populair-wetenschappelijke nieuwssite scientias.nl beargumenteert Anouk Schuren in haar artikel Vaccineren: levensgevaarlijk of levensreddend? dat de meeste argumenten tegen vaccineren emotioneel van aard zijn.

## Vaccinatiebezwaren in andere landen
Ook in andere landen uiten opinie- en actiegroepen bezwaren tegen vaccinatie als zodanig, of tegen de verplichting daartoe, en dat om zeer uiteenlopende redenen. Sommige onderzoekers zijn echter van mening dat de antivaccinatiebeweging ten minste gedeeltelijk gestuurd wordt door een relatief goed georganiseerd internationaal netwerk van “antivaccinprofessionals”, bestaande uit dokters, juristen, ondernemers, mediaspecialisten en politieke figuren. Onderzoekers verwijzen als startpunt van de 21e-eeuwse versie naar het frauduleus bevonden, maar erg invloedrijke artikel uit 1998 van Andrew Wakefield in The Lancet over een vermeend verband tussen het BMR-vaccin en autisme. Hoewel The Lancet het artikel later herriep, werd enkele maanden nadien het Europees Forum voor Vaccin Waakzaamheid opgericht, een alliantie van antivaccinatiebewegingen in 25 landen. Populistische politici zoals de Vijfsterrenbeweging buitten de vaccintwijfel uit. Het Franse overheidsagentschap MIVILUDES monitorde radicale antivaxers zoals Thierry Casasnovas.
Bekende vaccintwijfelaars in het Verenigd Koninkrijk zijn onder meer Kate Shemirani, in de Verenigde Staten Robert F. Kennedy jr. en de uiterst controversiële voormalige arts Andrew Wakefield, die aansluiting vond bij de libertaire Health Freedom-beweging en aanwezig was in kringen van Donald Trump.

## Vormen

### Uitgestelde vaccinatie
Er zijn ouders die ervoor kiezen om de vaccinaties uit te stellen en hun kind bijvoorbeeld pas na de eerste verjaardag de eerste vaccinatie te geven, omdat deze ouders de overtuiging aanhangen dat het immuunsysteem van hun baby voor die tijd nog onvoldoende volgroeid is om in één keer een cocktail van ten minste vier verschillende vaccins (DKTP) adequaat te kunnen verwerken. Wetenschappelijk is echter aangetoond dat bij gevaccineerde baby's afweerstoffen tegen deze vier ziekten aanwezig zijn, en dat zij ook veel minder vaak deze ziektes krijgen dan niet-gevaccineerde baby's. Een baby van deze leeftijd lijkt dus prima in staat om deze afweerstoffen te maken. Het gevaar van uitstel van vaccinaties is dat het kind tijdens de uitstelperiode geen bescherming heeft tegen deze vier ziekten en volledig vatbaar is, terwijl voor kinkhoest juist geldt dat het bij jonge baby's tot ernstige ademhalingsproblemen kan leiden.

### Selectieve vaccinatie
Ook zijn er ouders die hun kind wel aan het Rijksvaccinatieprogramma deel laten nemen, maar die bepaalde vaccinaties weigeren. Vaak gaat het dan om vaccinaties tegen bof, mazelen en rodehond (bmr-vaccin), die door deze ouders als vrij ongevaarlijke kinderziektes worden beschouwd. Ziektes als de bof, mazelen en de rodehond kunnen (zoals hierboven vermeld) in bepaalde gevallen echter wél ziektes veroorzaken die nog op lange termijn gevolgen kunnen hebben. Ook over de vaccinatie tegen kinkhoest bestaat discussie, omdat inenting hiertegen niet volledig beschermt: bij ingeënte personen heeft de ziekte een milder verloop.
In 2018 liet 45,5% van de opgeroepen 14-jarige meisjes zich vaccineren tegen baarmoederhalskanker. In 2015 was dit 61%. De groep die zich niet laat inenten bestaat hier uit mensen van alle opleidingen en achtergronden. Om de vaccinatiegraad te verhogen schakelt het RIVM biologieleraren in om voorlichting te geven.

### Groepsimmuniteit
Niet-gevaccineerden worden deels beschermd door groepsimmuniteit. Doordat anderen wel gevaccineerd zijn, heeft een uitbraak minder kans zich te verspreiden. Een enkele keer komen er toch uitbraken voor, met name in gebieden waar de concentratie niet-gevaccineerden hoog is. Voorbeelden hiervan binnen Nederland zijn de polio-epidemie van 1978 op de Veluwe, de uitbraak van bof tussen 2009 en 2012 en de uitbraak van mazelen in 2013-2014. Voor de mazelen, de besmettelijkste kinderziekte, moet volgens de Wereldgezondheidsorganisatie (WHO) 95% van alle kinderen ingeënt zijn, wil de groep als geheel bescherming genieten. Ook voor andere besmettelijke ziektes geldt een ondergrens voor groepsimmuniteit.

## Onderzoek en opinievorming
Onderzoek naar attitudes rond vaccinatieweigering, en initiatieven om wetenschappelijk onderbouwde informatie hieromtrent te verstrekken, worden binnen de Wereldgezondheidsorganisatie gecoördineerd door het Vaccin Safety Net (VSN), een wereldwijd netwerk van websites die het publiek willen helpen de kwaliteit van online-informatie over vaccinveiligheid te beoordelen. Ook in het kader van de internationale beroepsfederatie World Federation of Public Health Associations (WFPHA) is onderzoek verricht.
Een ander initiatief is het door Heidi Larson opgerichte Vaccine Confidence Project, dat is aangesloten bij het Vaccin Safety Net, en in België opgevolgd wordt door het Centrum voor de Evaluatie van Vaccinaties (CEV) aan de Universiteit Antwerpen.
Voorstanders van vaccinatie kunnen, volgens de inentingstheorie, een begrip uit de sociale psychologie, in hun houding of overtuiging weerbaar worden gemaakt, en weerstand bieden tegen overreding of beïnvloeding door bijvoorbeeld weigeraars, naar analogie van hoe een lichaam door inenting weerstand krijgt tegen ziekte.

## Juridisch
In de zaak-Vavřička e.a. tegen Tsjechië oordeelde het Europees Hof voor de Rechten van de Mens dat wetgeving die een weigering van verplichte vaccinaties bestraft met een geldboete het Europees Verdrag voor de Rechten van de Mens niet schendt.